# 예지 부제크
예지 카롤 부제크(폴란드어: Jerzy Karol Buzek, 1940년 7월 3일 체코 스밀로비체(Smilovice) ~ )는 폴란드의 정치인이다. 소속 정당은 시민 연단이다. 부제크의 딸 아가타 부제크는 배우로 활동하고 있다.

## 생애
루터교 가문 출신이며 그의 가족들은 제2차 세계 대전 시기에 호주프로 이주했다. 1963년 글리비체에 위치한 실롱스크 공과대학교에서 화학공학과, 에너지학과를 졸업했다. 대학교 졸업 이후에는 폴란드 과학 아카데미 산하 화학공학연구소에서 연구원으로 근무했고 1997년부터 기술 공학 교수로 근무했다. 서울, 도르트문트에 위치한 대학교로부터 명예 박사 학위를 받았다.
1997년 10월 31일부터 2001년 10월 19일까지 폴란드의 총리를 역임했다. 2004년에 실시된 유럽 의회 선거에서 폴란드 대표 의원으로 선출되었고 2009년 7월 14일부터 2012년 1월 17일까지 유럽 의회 의장을 역임했다.

## 역대 선거 결과
| 선거명      | 직책명                         | 대수 | 정당                 | 득표율 | 득표수    | 결과         | 당락                   |
| ----------- | ------------------------------ | ---- | -------------------- | ------ | --------- | ------------ | ---------------------- |
| 1997년 선거 | 하원의원 (카토비체 제17선거구) | 3대  | 우파연대선거행동     | 0.35%  | 1,488표   | 비례대표 7번 | [ 1 ]                  |
| 2001년 선거 | 하원의원 (카토비체 제31선거구) | 4대  | 연대선거행동사회운동 | 9.14%  | 32,865표  | 비례대표 1번 | 낙선                   |
| 2004년 선거 | 유럽의원 (실롱스크 선거구)     | 6대  | 시민 연단            | 22.71% | 173,389표 | 비례대표 1번 | 실롱스크 유럽의원 당선 |
| 2009년 선거 | 유럽의원 (실롱스크 선거구)     | 7대  | 시민 연단            | 42.17% | 393,117표 | 비례대표 1번 | 실롱스크 유럽의원 당선 |
| 2014년 선거 | 유럽의원 (실롱스크 선거구)     | 8대  | 시민 연단            | 30.01% | 254,319표 | 비례대표 1번 | 실롱스크 유럽의원 당선 |
| 2019년 선거 | 유럽의원 (실롱스크 선거구)     | 9대  | 유럽 연정            | 26.41% | 422,445표 | 비례대표 1번 | 실롱스크 유럽의원 당선 |